# Ambrozije Bašić
O. Ambrozije od Uznesenja Marijina na nebo (Bašić), OCD (rođen kao Ljudevit (Lajčo) Bašić; Sombor, 18. lipnja 1895. - Sombor, 23. siječnja 1929.), hrvatski karmelićanin i orguljaš, glazbeni pedagog, ljubitelj umjetnosti i vrsni poliglot. Govorio je uz materinski hrvatski klasični latinski, grčki, hebrejski, mađarski i njemački jezik.

## Životopis

### Mladost i obrazovanje
Rođen je u Somboru kao Ljudevit (Lajčo) Bašić. U rodnom Somboru pohađao osnovnu školu i gimnaziju. U Đuri, Budimpešti i Somboru studirao filozofiju i teologiju. Studij je završio uz ocjenu summa cum laude. Karmelićanima je pristupio 1911. godine. Uzeo je redovničko ime Ambrozije od Uznesenja Marijina na nebo. Svećenik je postao polovicom srpnja 1920. u Pečuhu. Mjesec dana poslije slavio je mladu misu.

### Pastoralna i redovnička služba
U Somboru je bio prior samostana. Samostan je bio pod upravom Generalne kuće karmelićana u Rimu. Osnovao je u Somboru prvo hrvatsko Malo karmelićansko sjemenište 1923. godine. Sjemenište je bilo za 12–13 sjemeništaraca, a sjemeništarce slaba imovna statusa oslobađao je plaćanja školovanja i boravka u sjemeništu. Zahvaljujući radu u sjemeništu, urodila su nova karmelićanska zvanjima, pa će tako zaslugom somborskih karmelićana nastati današnja Hrvatska karmelska provincija svetog Oca Josipa sa samostanima u Somboru, Zagrebu, Splitu, Krku, Buškom Blatu u Hercegovini, pa i najnoviji samostan u Sofiji.
Promicao je duhovnost Male Terezije koja je bila novoproglašena svetica. Snagu je crpio iz molitve i razmatranja. Bio je veliki štovatelj Presvetog Oltarskog sakramenta, zbog čega je bilo uobičajeno vidjeti o. Ambrozija kako bdije pred Presvetim Otajstvom. Isticao se po tome što je mnogo ispovijedao, propovijedao i posjećivao bolesnike.
Bio je veliki organizator. Organizirao je crkvene svečanosti, među kojima su poznate proslave 700. godišnjice Prvotnoga Pravila karmelićana, proslavu o proglašenju svetom Male Terezije iz Lisieuxa i proslava o proglašenju svetog Ivana od Križa crkvenim naučiteljem, a radio je na pripremi proslave 25. obljetnice dolaska karmelićana u Sombor.
Mnogo je volio glazbu, osobito orguljaške. Bio je vrstan orguljaš i glazbenik koji je sugrađane oduševljavao majstorskim sviranjem. Somborce je učio liturgijskom pjevanju. Deset je godina s ocem Albertom od Blažene Djevice Marije Galovićem skupljao milodare za gradnju nadaleko poznatih karmelićanskih orgulja. Od sugrađana Somboraca skupio je 600 tisuća dinara za kupnju orgulja s tri manuala i 43 registra, djelo tvrtke ”Caecilia Salzburg–Wien”. Otac Ambrozije stavio je orgulje pod zaštitu svete Male Terezije.
Cijenio je umjetnost, a osobito je bio ljubitelj slika naslikanih u tehnici ulja na platnu.
Umro je od španjolske gripe 1929. godine. Skrb za samostan i sjemenište preuzeli su o. Gerard, o. Albert i o. Sebastijan s o. Benjaminom.